# Pierluigi Pairetto
Pierluigi Pairetto (nacido el 15 de julio de 1952) es un ex-árbitro de fútbol italiano. Nació en Torino. Entre 1981 y 1998 empezó a arbitrar partidos de la Serie B y la Serie A. Además, fue designado para pitar la final de la Eurocopa 1996, que enfrentó a República Checa con Alemania en Wembley.

## Carrera
Arbitró su primer partido en Serie A en 1981, y arbitró las finales de Copa de Italia los años 1991 y 1996, y las finales de la supercopa de Italia en 1992 y 1994.
arbitró la final de la Recopa de Europa 1995-96, entre Paris Saint-Germain y Rapid Viena en Bruselas.
ha sido nombrado uno de los mejores árbitros de Italia, ha jugado un papel importante en el ámbito internacional, habiendo sido considerado en los años noventa en el Top Ten (Nº 2 del mundo en 1996) por los árbitros IFFHS. 
Recientemente obtuvo un gran reconocimiento internacional siendo nombrado en el lugar 7 (junto al eslovaco Lubos Michel) de los mejores árbitros de la historia de IFFHS en el ranking al final de 2008.

### Eurocopa 1992

#### NEDPaíses Bajos3-1Alemania
Fue el único partido de primera ronda que dirigió Pairetto, perteneciente al grupo B. Pese a la tradicional rivalidad entre ambas selecciones, el italiano hizo un buen papel, y selección neerlandesa ganó el partido por 3 a 1.

### Mundial de 1994

#### ROURumania3-2ARGArgentina
En octavos de final, Pairetto árbitro Rumania-Argentina. La selección argentina se disponía a jugar el partido por los octavos de final con un plantel afectado futbolística y anímicamente por la expulsión de Diego Armando Maradona del torneo. El equipo tenía delante un difícil partido ante Rumania, quien había clasificado en el primer lugar del Grupo A. El encuentro finalizaría con una derrota de los albicelestes por 3 a 2, lo que significó el fin de la participación argentina en esa Copa del Mundo.

### Eurocopa 1996

#### SCOEscocia0-2ENGInglaterra
En 1996 representa a la FIGC durante el campeonato europeo de fútbol en Inglaterra, están entre los doce árbitros seleccionados para la competencia. Fue designado para dirigir el partido entre Escocia y la Inglaterra, que tuvo lugar en Wembley el 15 de junio de 1996.

#### CZERepública Checa1-2Alemania; La Final
Además de un excelente rendimiento, la eliminación prematura en cómplice de la Nacional Italiana, la UEFA le considera el mejor del torneo y 24 de junio oficialmente designado para dirigir el final de la Eurocopa, que se celebra 30 de junio en Wembley, con la victoria de Alemania al primero Gol de oro de la historia de fútbol, segnado con Oliver Bierhoff.

## Designación
Después de una carrera como árbitro en 1998 fue nombrado tribunal, el primero en la terzera división italiana (entre 1998 y 1999), entonces en la Serie A y B con Paolo Bergamo entre 1999 y 2005. Fue entre 2002 y 2006 vicepresidente del Comité de la UEFA Comisión de Árbitros (el primer italiano en la historia).

## Calciopoli
En mayo del 2006 su nombre fue ligado al escando deportivo en Italia. Ocupó la posición de vicepresidente de la Comisión de Árbitros de la UEFA hasta el verano de 2006, cuando se descubrió que había estado en contacto telefónico regular con el entonces director general de la Juventus FC, Luciano Moggi sobre los árbitros que serían seleccionados para los partidos favoreciendo al mencionado club. Como resultado de su implicación en este escándalo, que inicialmente recibió una suspensión de dos años y seis meses, luego se incrementó a tres años y medio.